# História das Maldivas

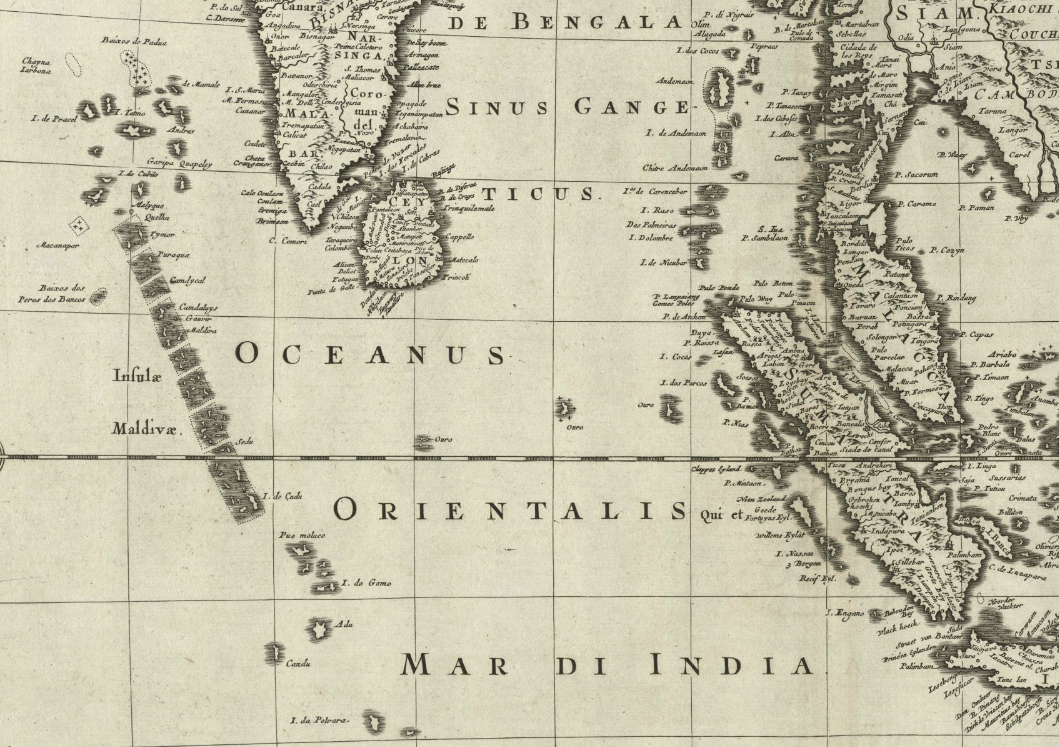
Mapa de 1662 de autoria de Frederik de Wit, com indicação das Ilhas Maldivas no Oceano Indico Oriental.

Há indícios arqueológicos de que os primeiros habitantes teriam sido budistas.
Importante ponto de parada para os navegantes nas rotas do Oceano Índico durante a Idade Média, sua população se converte ao islamismo em 1153, após contato com comerciantes muçulmanos.
Após a introdução do islamismo, as ilhas tornaram-se colônia portuguesa (1558), Holandesa (1654) e Inglesa (1796).
Em 1887, Maldivas passa a ser um protetorado do Reino Unido como monarquia governada por um sultão.
Em 26 de julho de 1965, Maldivas obtém a independência.
Em 1968, o sultanato é substituído pela República.
O turismo desenvolve-se a partir da década de 1970, em ilhas reservadas a hotéis luxuosos, e torna-se a base de economia.
Em 1978, tem início o primeiro mandato do presidente Maumoon Abdul Gayoom.
Em 1988, fracassa um golpe de Estado promovido por mercenários do Sri Lanka.
Em 1993, um referendo confirma Gayoom na Presidência por mais cinco anos.
Apesar da inexistência de partidos e de oposição organizada, jovens maldívios que estudam no exterior começam a contestar o regime.
Em outubro de 1998, Gayoom é reeleito pelo Majlis (o Parlamento de 50 integrantes) para um quinto mandato e referendado nas urnas com 90,9% dos votos.
Nos últimos anos o governo vem tentando atrair investimentos estrangeiros. Os custos baixos de implantação e mão-de-obra já levaram várias indústrias a se instalar no país. Muitos estrangeiros trabalham nas Maldivas, principalmente emigrantes da Índia, Sri Lanka e Bangladesh.
Em outubro de 2003, Gayoom é reeleito para um sexto mandato com 90,28% dos votos.
Em 2008, os cerca de 40 anos de ditadura do Presidente Gayoom chegaram ao fim com a eleição de Mohamed Nasheed, do Partido Democrata Maldivo (MDP), um partido centrista e liberal social. As principais acções do governo MDP têm sido ao nível do conter do Islão político, a transformação das Maldivas num país livre de emissões de monóxido de carbono e da reforma política e económica do país.